# Mesoniscus alpicola
Mesoniscus alpicola ist eine im östlichen Alpenraum verbreitete Art der Landasseln. Sie lebt unter anderem auch in Höhlen.

## Merkmale
Die Körperlänge beträgt 7–9 mm. Der Körper ist unpigmentiert und erscheint dadurch weiß bis durchsichtig mit einem grauen bis braunen Band entlang der Körpermitte, wo die inneren Organe durchscheinen. Die Körperform ist untypisch für die meisten Landasseln länglich, die Körperoberfläche ist gekörnt. Augen fehlen, ebenso Seitenlappen am Kopf. Die Antennengeißel weist maximal 8 Glieder auf. Die Hinterecken des 1. Segments (1. Pereiomer) sind nach vorne gerundet. Das Telson am Körperende läuft spitz zu. Bei den Uropoden am Körperende ist der Exopodit (Außenast) griffelförmig und länger als der Endopodit (Innenast). Am Kopf befindet sich vorne eine deutliche Stirnkante, ein Stirndreieck fehlt. Trachealsysteme fehlen ebenfalls, die Atmung erfolgt über Kiemen.
In der Natur kann die Art durch ihr Aussehen mit keiner anderen Art verwechselt werden. Die Kombination aus weißlichem länglichen Körper und fehlenden Seitenlappen ist in Mitteleuropa einzigartig. Das Verbreitungsgebiet der Schwesterart Mesoniscus graniger überschneidet sich nicht und liegt in Bosnien und Herzegowina.

## Verbreitung
Das Verbreitungsgebiet der Art liegt im östlichen Alpenraum mit einem Verbreitungsschwerpunkt in den nördlichen und südlichen Kalkalpen. Hier ist sie von Tirol bei Innsbruck im Westen bis fast nach Wien und zum Neusiedler See im Osten verbreitet. Im Norden reicht das Verbreitungsgebiet in Oberösterreich und Niederösterreich fast bis zur tschechischen Grenze, im Süden in Steiermark und im Kärnten fast bis zur slowenischen Grenze. In Deutschland lebt die Art nur im äußersten Südosten Bayerns und zwar im Berchtesgadener Land. Weiter nördlich oder nordwestlich liegende alte Fundpunkte sind auf Fehler in der Datenverwertung zurückzuführen. Es existiert zudem ein isolierter Fundpunkt im westlichen Mittelitalien. Ob es sich hierbei um einen Fehler, eine Verschleppung, eine Reliktpopulation oder eine eigene Art handelt, ist nicht bekannt. Ebenso gab Verhoeff 1932 Vorkommen in den italienischen Westalpen an. In einer anderen Studie wurde ebenfalls ein Exemplar aus der San Martino-Höhle in Varese in der Lombardei beschrieben, also im Nordwesten Italiens unweit der Grenze zur Schweiz. Weitere Vorkommen in Italien könnten in der an Tirol angrenzenden Region Trentino-Südtirol möglich sein, da die Art hier schon wenige Kilometer vor der italienischen Grenze auf österreichischer Seite gefunden wurde.
In Deutschland gilt die Art in der Roten Liste gefährdeter Arten als extrem selten (R).

## Lebensraum
Die Art lebt subterran (unterirdisch) unter Steinen, Laub oder in feuchtem Humus. Dabei wird sie häufig in Wäldern gefunden, kommt aber auch in Höhlen vor. Sie ist sehr empfindlich gegenüber Erwärmung.

## Lebensweise
Mesoniscus alpicola verschwindet bei Störungen schnell in Ritzen.

## Taxonomie
Die Art wurde 1858 von Camill Heller unter dem Namen Titanethes alpicola erstbeschrieben. Weitere Synonyme lauten Mesoniscus calcivagus Verhoeff, 1914, Mesoniscus cavicolus Carl, 1906 und Mesoniscus subterraneus Verhoeff, 1914.
Die ehemalig beschriebenen Unterarten Mesoniscus alpicola graniger (Frivaldszky, 1865), Mesoniscus alpicola meridionalis Chappuis, 1944 und Mesoniscus alpicola vulgaris Chappuis, 1944 werden heutzutage alle der Schwesterart Mesoniscus graniger zugeordnet, der einzigen anderen Art innerhalb der europäisch verbreiteten Gattung Mesoniscus.